# Mistrzynie Australian Open w grze podwójnej

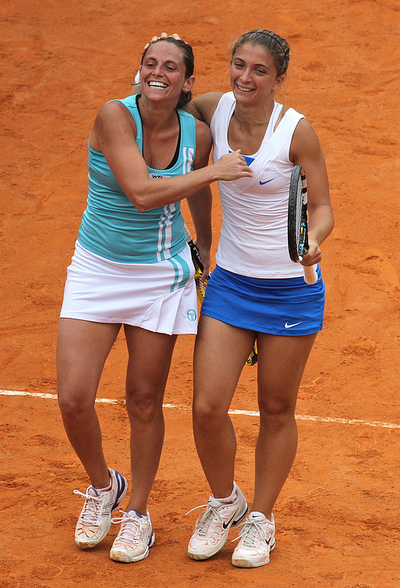
Sara Errani i Roberta Vinci

Lista meczów finałowych Australian Open w grze podwójnej kobiet.

## Mecze finałowe (1922–2025)
| Rok  | Mistrzynie                                                                                              | Finalistki                                                                                              | Wynik                                                                                                   |
| 2025 | Kateřina Siniaková Taylor Townsend                                                                      | Hsieh Su-wei Jeļena Ostapenko                                                                           | 6:2, 6:7(4), 6:3                                                                                        |
| 2024 | Hsieh Su-wei Elise Mertens                                                                              | Ludmyła Kiczenok Jeļena Ostapenko                                                                       | 6:1, 7:5                                                                                                |
| 2023 | Barbora Krejčíková Kateřina Siniaková                                                                   | Shūko Aoyama Ena Shibahara                                                                              | 6:4, 6:3                                                                                                |
| 2022 | Barbora Krejčíková Kateřina Siniaková                                                                   | Anna Danilina Beatriz Haddad Maia                                                                       | 6:7(3), 6:4, 6:4                                                                                        |
| 2021 | Elise Mertens Aryna Sabalenka                                                                           | Barbora Krejčíková Kateřina Siniaková                                                                   | 6:2, 6:3                                                                                                |
| 2020 | Tímea Babos Kristina Mladenovic                                                                         | Hsieh Su-wei Barbora Strýcová                                                                           | 6:2, 6:1                                                                                                |
| 2019 | Samantha Stosur Zhang Shuai                                                                             | Tímea Babos Kristina Mladenovic                                                                         | 6:3, 6:4                                                                                                |
| 2018 | Tímea Babos Kristina Mladenovic                                                                         | Jekatierina Makarowa Jelena Wiesnina                                                                    | 6:4, 6:3                                                                                                |
| 2017 | Bethanie Mattek-Sands Lucie Šafářová                                                                    | Andrea Hlaváčková Peng Shuai                                                                            | 6:7(4), 6:3, 6:3                                                                                        |
| 2016 | Martina Hingis Sania Mirza                                                                              | Andrea Hlaváčková Lucie Hradecká                                                                        | 7:6(1), 6:3                                                                                             |
| 2015 | Bethanie Mattek-Sands Lucie Šafářová                                                                    | Chan Yung-jan Zheng Jie                                                                                 | 6:4, 7:6(5)                                                                                             |
| 2014 | Sara Errani Roberta Vinci                                                                               | Jekatierina Makarowa Jelena Wiesnina                                                                    | 6:4, 3:6, 7:5                                                                                           |
| 2013 | Sara Errani Roberta Vinci                                                                               | Ashleigh Barty Casey Dellacqua                                                                          | 6:2, 3:6, 6:2                                                                                           |
| 2012 | Swietłana Kuzniecowa Wiera Zwonariowa                                                                   | Sara Errani Roberta Vinci                                                                               | 5:7, 6:4, 6:3                                                                                           |
| 2011 | Gisela Dulko Flavia Pennetta                                                                            | Wiktoryja Azaranka Marija Kirilenko                                                                     | 2:6, 7:5, 6:1                                                                                           |
| 2010 | Serena Williams Venus Williams                                                                          | Cara Black Liezel Huber                                                                                 | 6:4, 6:3                                                                                                |
| 2009 | Serena Williams Venus Williams                                                                          | Daniela Hantuchová Ai Sugiyama                                                                          | 6:3, 6:3                                                                                                |
| 2008 | Alona Bondarenko Kateryna Bondarenko                                                                    | Wiktoryja Azaranka Szachar Pe’er                                                                        | 2:6, 6:1, 6:4                                                                                           |
| 2007 | Cara Black Liezel Huber                                                                                 | Chan Yung-jan Chuang Chia-jung                                                                          | 6:4, 6:7(4), 6:1                                                                                        |
| 2006 | Yan Zi Zheng Jie                                                                                        | Lisa Raymond Samantha Stosur                                                                            | 2:6, 7:6(7), 6:3                                                                                        |
| 2005 | Swietłana Kuzniecowa Alicia Molik                                                                       | Lindsay Davenport Corina Morariu                                                                        | 6:3, 6:4                                                                                                |
| 2004 | Virginia Ruano Pascual Paola Suárez                                                                     | Swietłana Kuzniecowa Jelena Lichowcewa                                                                  | 6:4, 6:3                                                                                                |
| 2003 | Serena Williams Venus Williams                                                                          | Virginia Ruano Pascual Paola Suárez                                                                     | 4:6, 6:4, 6:3                                                                                           |
| 2002 | Martina Hingis Anna Kurnikowa                                                                           | Daniela Hantuchová Arantxa Sánchez Vicario                                                              | 6:2, 6:7(7), 6:1                                                                                        |
| 2001 | Serena Williams Venus Williams                                                                          | Lindsay Davenport Corina Morariu                                                                        | 6:2, 4:6, 6:4                                                                                           |
| 2000 | Lisa Raymond Rennae Stubbs                                                                              | Martina Hingis Mary Pierce                                                                              | 6:4, 5:7, 6:4                                                                                           |
| 1999 | Martina Hingis Anna Kurnikowa                                                                           | Lindsay Davenport Natalla Zwierawa                                                                      | 7:5, 6:3                                                                                                |
| 1998 | Martina Hingis Mirjana Lučić                                                                            | Lindsay Davenport Natalla Zwierawa                                                                      | 6:4, 2:6, 6:3                                                                                           |
| 1997 | Martina Hingis Natalla Zwierawa                                                                         | Lindsay Davenport Lisa Raymond                                                                          | 6:2, 6:2                                                                                                |
| 1996 | Chanda Rubin Arantxa Sánchez Vicario                                                                    | Lindsay Davenport Mary Joe Fernández                                                                    | 7:5, 2:6, 6:4                                                                                           |
| 1995 | Jana Novotná Arantxa Sánchez Vicario                                                                    | Gigi Fernández Natalla Zwierawa                                                                         | 6:3, 6:7(7), 6:4                                                                                        |
| 1994 | Gigi Fernández Natalla Zwierawa                                                                         | Patty Fendick Meredith McGrath                                                                          | 6:3, 4:6, 6:4                                                                                           |
| 1993 | Gigi Fernández Natalla Zwierawa                                                                         | Pam Shriver Elizabeth Smylie                                                                            | 6:4, 6:3                                                                                                |
| 1992 | Arantxa Sánchez Vicario Helena Suková                                                                   | Mary Joe Fernández Zina Garrison                                                                        | 6:4, 7:6(3)                                                                                             |
| 1991 | Patty Fendick Mary Joe Fernández                                                                        | Gigi Fernández Jana Novotná                                                                             | 7:6(4), 6:1                                                                                             |
| 1990 | Jana Novotná Helena Suková                                                                              | Patty Fendick Mary Joe Fernández                                                                        | 7:6(5), 7:6(6)                                                                                          |
| 1989 | Martina Navrátilová Pam Shriver                                                                         | Patty Fendick Jill Hetherington                                                                         | 3:6, 6:3, 6:2                                                                                           |
| 1988 | Martina Navrátilová Pam Shriver                                                                         | Chris Evert Wendy Turnbull                                                                              | 6:0, 7:5                                                                                                |
| 1987 | Martina Navrátilová Pam Shriver                                                                         | Zina Garrison Lori McNeil                                                                               | 6:1, 6:0                                                                                                |
| 1986 | przywrócenie terminu rozgrywania Australian Open w styczniu spowodowało brak turnieju w roku 1986       | przywrócenie terminu rozgrywania Australian Open w styczniu spowodowało brak turnieju w roku 1986       | przywrócenie terminu rozgrywania Australian Open w styczniu spowodowało brak turnieju w roku 1986       |
| 1985 | Martina Navrátilová Pam Shriver                                                                         | Claudia Kohde-Kilsch Helena Suková                                                                      | 6:3, 6:4                                                                                                |
| 1984 | Martina Navrátilová Pam Shriver                                                                         | Claudia Kohde-Kilsch Helena Suková                                                                      | 6:3, 6:4                                                                                                |
| 1983 | Martina Navrátilová Pam Shriver                                                                         | Anne Hobbs Wendy Turnbull                                                                               | 6:4, 6:7, 6:2                                                                                           |
| 1982 | Martina Navrátilová Pam Shriver                                                                         | Claudia Kohde-Kilsch Eva Pfaff                                                                          | 6:4, 6:2                                                                                                |
| 1981 | Kathy Jordan Anne Smith                                                                                 | Martina Navrátilová Pam Shriver                                                                         | 6:2, 7:5                                                                                                |
| 1980 | Martina Navrátilová Betsy Nagelsen                                                                      | Ann Kiyomura Candy Reynolds                                                                             | 6:4, 6:4                                                                                                |
| 1979 | Judy Chaloner Dianne Evers                                                                              | Leanne Harrison Marcella Mesker                                                                         | 6:1, 3:6, 6:0                                                                                           |
| 1978 | Betsy Nagelsen Renáta Tomanová                                                                          | Naoko Satō Pam Whytcross                                                                                | 7:5, 6:2                                                                                                |
| 1977 | Mona Schallau Guerrant Kerry Melville Reid Evonne Goolagong Cawley Helen Gourlay Cawley                 | | nie rozegrano (opady deszczu) (grudzień)                                                                |
| 1977 | zmiana terminu rozgrywania Australian Open ze stycznia na grudzień spowodowało dwa turnieje w roku 1977 | zmiana terminu rozgrywania Australian Open ze stycznia na grudzień spowodowało dwa turnieje w roku 1977 | zmiana terminu rozgrywania Australian Open ze stycznia na grudzień spowodowało dwa turnieje w roku 1977 |
| 1977 | Dianne Fromholtz Balestrat Helen Gourlay Cawley                                                         | Betsy Nagelsen Kerry Ann Reid                                                                           | 5:7, 6:1, 7:5 (styczeń)                                                                                 |
| 1976 | Evonne Goolagong Cawley Helen Gourlay Cawley                                                            | Lesley Turner Bowrey Renáta Tomanová                                                                    | 8-1 |
| 1975 | Evonne Goolagong Cawley Peggy Michel                                                                    | Margaret Smith Court Olga Morozowa                                                                      | 7:6, 7:6                                                                                                |
| 1974 | Evonne Goolagong Cawley Peggy Michel                                                                    | Kerry Harris Kerry Ann Reid                                                                             | 7:5 6:3                                                                                                 |
| 1973 | Margaret Smith Court Virginia Wade                                                                      | Kerry Harris Kerry Ann Reid                                                                             | 6:4, 6:4                                                                                                |
| 1972 | Kerry Harris Helen Gourlay Cawley                                                                       | Patricia Coleman Karen Krantzcke                                                                        | 6:0, 6:4                                                                                                |
| 1971 | Margaret Smith Court Evonne Goolagong                                                                   | Jill Emmerson Lesley Hunt                                                                               | 6:0, 6:0                                                                                                |
| 1970 | Margaret Smith Court Judy Tegart Dalton                                                                 | Karen Krantzcke Kerry Ann Reid                                                                          | 6:3, 6:1                                                                                                |
| 1969 | Margaret Smith Court Judy Tegart Dalton                                                                 | Rosie Casals Billie Jean King                                                                           | 6:4, 6:4                                                                                                |
| 1968 | Karen Krantzcke Kerry Ann Reid                                                                          | Judy Tegart Dalton Lesley Turner Bowrey                                                                 | 6:4, 3:6, 6:2                                                                                           |
| 1967 | Lesley Turner Bowrey Judy Tegart Dalton                                                                 | Lorraine Coghlan Evelyn Terras                                                                          | 6:0, 6:2                                                                                                |
| 1966 | Carole Caldwell Graebner Nancy Richey Gunter                                                            | Margaret Smith Court Lesley Turner Bowrey                                                               | 6:4, 7:5                                                                                                |
| 1965 | Margaret Smith Court Lesley Turner Bowrey                                                               | Robyn Ebbern Billie Jean Moffitt                                                                        | 1:6, 6:2, 6:3                                                                                           |
| 1964 | Judy Tegart Dalton Lesley Turner Bowrey                                                                 | Robyn Ebbern Margaret Smith Court                                                                       | 6:4, 6:4                                                                                                |
| 1963 | Margaret Smith Court Robyn Ebbern                                                                       | Jan Lehane O'Neill Lesley Turner Bowrey                                                                 | 6:1, 6:3                                                                                                |
| 1962 | Margaret Smith Court Robyn Ebbern                                                                       | Darlene Hard Mary Carter Reitano                                                                        | 6:4, 6:4                                                                                                |
| 1961 | Mary Carter Reitano Margaret Smith Court                                                                | Mary Bevis Hawton Jan Lehane O'Neill                                                                    | 6:4, 3:6, 7:5                                                                                           |
| 1960 | Maria Bueno Christine Truman                                                                            | Lorraine Coghlan Margaret Smith Court                                                                   | 6:2, 5:7, 6:2                                                                                           |
| 1959 | Renee Schuurman Haygarth Sandra Reynolds Price                                                          | Lorraine Coghlan Mary Carter Reitano                                                                    | 7:5,6:4                                                                                                 |
| 1958 | Mary Bevis Hawton Thelma Coyne Long                                                                     | Lorraine Coghlan Angela Mortimer Barrett                                                                | 7:5, 6:8, 6:2                                                                                           |
| 1957 | Althea Gibson Shirley Fry Irvin                                                                         | Mary Bevis Hawton Fay Muller                                                                            | 6:2, 6:1                                                                                                |
| 1956 | Mary Bevis Hawton Thelma Coyne Long                                                                     | Mary Carter Reitano Beryl Penrose                                                                       | 6:2, 5:7, 9:7                                                                                           |
| 1955 | Mary Bevis Hawton Beryl Penrose                                                                         | Nell Hall Hopman Gwen Thiele                                                                            | 7:5, 6:1                                                                                                |
| 1954 | Mary Bevis Hawton Thelma Coyne Long                                                                     | Hazel Redick-Smith Julia Wipplinger                                                                     | 6:3, 8:6                                                                                                |
| 1953 | Maureen Connolly Julia Sampson                                                                          | Mary Bevis Hawton Beryl Penrose                                                                         | 6:4, 6:2                                                                                                |
| 1952 | Thelma Coyne Long Nancye Wynne Bolton                                                                   | Allison Burton Baker Mary Bevis Hawton                                                                  | 6:1, 6:1                                                                                                |
| 1951 | Thelma Coyne Long Nancye Wynne Bolton                                                                   | Joyce Fitch Mary Bevis Hawton                                                                           | 6:2, 6:1                                                                                                |
| 1950 | Louise Brough Doris Hart                                                                                | Nancye Wynne Bolton Thelma Coyne Long                                                                   | 6:2, 2:6, 6:3                                                                                           |
| 1949 | Thelma Coyne Long Nancye Wynne Bolton                                                                   | Doris Hart Marie Toomey                                                                                 | 6:0, 6:1                                                                                                |
| 1948 | Thelma Coyne Long Nancye Wynne Bolton                                                                   | Mary Bevis Hawton Pat Jones                                                                             | 6:3, 6:3                                                                                                |
| 1947 | Thelma Coyne Long Nancye Wynne Bolton                                                                   | Mary Bevis Hawton Joyce Fitch                                                                           | 6:3, 6:3                                                                                                |
| 1946 | Joyce Fitch Mary Bevis Hawton                                                                           | Nancye Wynne Bolton Thelma Coyne Long                                                                   | 9:7, 6:4                                                                                                |
| 1945 | przerwa wojenna: II wojna światowa                                                                      | przerwa wojenna: II wojna światowa                                                                      | przerwa wojenna: II wojna światowa                                                                      |
| 1944 | przerwa wojenna: II wojna światowa                                                                      | przerwa wojenna: II wojna światowa                                                                      | przerwa wojenna: II wojna światowa                                                                      |
| 1943 | przerwa wojenna: II wojna światowa                                                                      | przerwa wojenna: II wojna światowa                                                                      | przerwa wojenna: II wojna światowa                                                                      |
| 1942 | przerwa wojenna: II wojna światowa                                                                      | przerwa wojenna: II wojna światowa                                                                      | przerwa wojenna: II wojna światowa                                                                      |
| 1941 | przerwa wojenna: II wojna światowa                                                                      | przerwa wojenna: II wojna światowa                                                                      | przerwa wojenna: II wojna światowa                                                                      |
| 1940 | Thelma Coyne Long Nancye Wynne Bolton                                                                   | Joan Hartigan Bathurst Emily Niemeyer                                                                   | 7:5, 6:2                                                                                                |
| 1939 | Thelma Coyne Long Nancye Wynne Bolton                                                                   | May Hardcastle Emily Hood Westacott                                                                     | 7:5, 6:4                                                                                                |
| 1938 | Thelma Coyne Long Nancye Wynne Bolton                                                                   | Dorothy Bundy Cheney Dorothy Workman                                                                    | 9:7, 6:4                                                                                                |
| 1937 | Thelma Coyne Long Nancye Wynne Bolton                                                                   | Nell Hall Hopman Emily Hood Westacott                                                                   | 6:2, 6:2                                                                                                |
| 1936 | Thelma Coyne Long Nancye Wynne Bolton                                                                   | May Blick Katherine Woodward                                                                            | 6:2, 6:4                                                                                                |
| 1935 | Evelyn Dearman Nancy Lyle                                                                               | Louie Bickerton Nell Hall Hopman                                                                        | 6:3, 6:4                                                                                                |
| 1934 | Margaret Molesworth Emily Hood Westacott                                                                | Joan Hartigan Bathurst Ula Valkenburg                                                                   | 6:8, 6:4, 6:4                                                                                           |
| 1933 | Margaret Molesworth Emily Hood Westacott                                                                | Joan Hartigan Bathurst Marjorie Gladman Van Ryn                                                         | 6:3, 6:2                                                                                                |
| 1932 | Coral McInnes Buttsworth Marjorie Cox Crawford                                                          | Kathleen Le Messurier Dorothy Weston                                                                    | 6:2, 6:2                                                                                                |
| 1931 | Daphne Akhurst Cozens Louie Bickerton                                                                   | Nell Lloyd Lorna Utz                                                                                    | 6:0, 6:4                                                                                                |
| 1930 | Margaret Molesworth Emily Hood                                                                          | Marjorie Cox Crawford Sylvia Lance Harper                                                               | 6:3, 0:6, 7:5                                                                                           |
| 1929 | Daphne Akhurst Cozens Louie Bickerton                                                                   | Sylvia Lance Harper Meryl O’Hara Wood                                                                   | 6:2, 3:6, 6:2                                                                                           |
| 1928 | Daphne Akhurst Cozens Esna Boyd Robertson                                                               | Kathleen Le Messurier Dorothy Weston                                                                    | 6:3, 6:1                                                                                                |
| 1927 | Meryl O’Hara Wood Louie Bickerton                                                                       | Esna Boyd Robertson Sylvia Lance Harper                                                                 | 6:3, 6:3                                                                                                |
| 1926 | Meryl O’Hara Wood Esna Boyd Robertson                                                                   | Daphne Akhurst Cozens Marjorie Cox Crawford                                                             | 6:3, 6:8, 8:6                                                                                           |
| 1925 | Sylvia Lance Harper Daphne Akhurst Cozens                                                               | Esna Boyd Robertson Kathleen Le Messurier                                                               | 6:4, 6:3                                                                                                |
| 1924 | Daphne Akhurst Cozens Sylvia Lance Harper                                                               | Kathleen Le Messurier Meryl O’Hara Wood                                                                 | 7:5 ,6:2                                                                                                |
| 1923 | Esna Boyd Robertson Sylvia Lance Harper                                                                 | Margaret Molesworth H. Turner                                                                           | 6:1, 6:4                                                                                                |
| 1922 | Esna Boyd Robertson Marjorie Mountain                                                                   | Floris St. George Lorna Utz                                                                             | 1:6, 6:4, 7:5                                                                                           |